# Efstatios Tawlaridis
Efstatios (Statis) Tawlaridis (gr. Στάθης Ταυλαρίδης, ur. 25 stycznia 1980 w Seresie) – piłkarz grecki grający na pozycji środkowego obrońcy.

## Kariera klubowa
Karierę piłkarską Tawlaridis rozpoczął w klubie z Salonik, Iraklisie. Już w sezonie 1997/1998 zadebiutował w jego barwach w pierwszej lidze greckiej. W Iraklisie grał do końca sezonu 2000/2001, ale nie osiągnął większych sukcesów poza zajęciem 5. miejsca w tamtym sezonie.
Latem 2001 Tawlaridis odszedł do Arsenalu. Nie przebił się jednak do pierwszej drużyny „Kanonierów” i był rezerwowym dla takich zawodników jak Sol Campbell, Kolo Touré czy Martin Keown. W barwach Arsenalu grał głównie w rozgrywkach Pucharu Ligi Angielskiej, a w Premier League zadebiutował 7 maja 2003 w wygranym 6:1 spotkaniu z Southampton i był to jego jedyny mecz w rozgrywkach angielskiej ligi. W trakcie sezonu 2002/2003 był wypożyczony do Portsmouth z Nationwide Division One i wystąpił w jego czterech ligowych meczach.
Na początku 2004 roku Tawlaridis został wypożyczony z Arsenalu do francuskiego Lille OSC. W Ligue 1 po raz pierwszy wystąpił 10 stycznia przeciwko Paris Saint-Germain. Debiutu nie mógł jednak zaliczyć do udanych, gdyż w 13. minucie samobójczym strzałem pokonał Grégory’ego Wimbée i Lille przegrało 0:1. Do końca sezonu był jednak podstawowym zawodnikiem swojego klubu, a latem został wykupiony przez Lille. W 2005 roku wywalczył z Lille wicemistrzostwo Francji i jesienią wystąpił w fazie grupowej Ligi Mistrzów. Z kolei w 2006 roku zajął 3. miejsce w lidze.
Latem 2007 Tawlaridis odszedł z Lille. Za 2,5 miliona euro został sprzedany do AS Saint-Étienne. 4 sierpnia wystąpił w jego koszulce po raz pierwszy, a ASSE zremisowali 1:1 z AS Monaco. W ASSE podobnie jak w Lille był członkiem wyjściowej jedenastki. W 2010 roku wrócił do Grecji i został piłkarzem Larisy. 28 sierpnia 2011 podpisał kontrakt z OFI Kreta. W latach 2012–2014 grał w PAE Atromitos, a na początku 2015 przeszedł do Panathinaikosu.
| Sezon   | Klub             | Kraj    | Rozgrywki      | Mecze | Bramki |
| ------- | ---------------- | ------- | -------------- | ----- | ------ |
| 1997/98 | Iraklis Saloniki | Grecja  | Alpha Ethniki  | 2     | 0      |
| 1998/99 | Iraklis Saloniki | Grecja  | Alpha Ethniki  | 12    | 1      |
| 1999/00 | Iraklis Saloniki | Grecja  | Alpha Ethniki  | 23    | 0      |
| 2000/01 | Iraklis Saloniki | Grecja  | Alpha Ethniki  | 27    | 0      |
| 2001/02 | Arsenal F.C.     | Anglia  | Premier League | 0     | 0      |
| 2002/03 | Arsenal F.C.     | Anglia  | Premier League | 1     | 0      |
| 2002/03 | Portsmouth F.C.  | Anglia  | Division One   | 4     | 0      |
| 2003/04 | Lille OSC        | Francja | Ligue 1        | 16    | 0      |
| 2004/05 | Lille OSC        | Francja | Ligue 1        | 30    | 0      |
| 2005/06 | Lille OSC        | Francja | Ligue 1        | 26    | 1      |
| 2006/07 | Lille OSC        | Francja | Ligue 1        | 21    | 1      |
| 2007/08 | AS Saint-Étienne | Francja | Ligue 1        | 34    | 0      |
| 2008/09 | AS Saint-Étienne | Francja | Ligue 1        | 24    | 0      |
| 2009/10 | AS Saint-Étienne | Francja | Ligue 1        | 6     | 0      |
| 2010/11 | AE Larisa        | Grecja  | Alpha Ethniki  | 17    | 0      |
| 2011/12 | OFI Kreta        | Grecja  | Alpha Ethniki  | 25    | 0      |
| 2012/13 | PAE Atromitos    | Grecja  | Alpha Ethniki  | 18    | 1      |
| 2013/14 | PAE Atromitos    | Grecja  | Alpha Ethniki  | 25    | 1      |
| 2014/15 | PAE Atromitos    | Grecja  | Alpha Ethniki  | 10    | 0      |
| 2014/15 | Panathinaikos AO | Grecja  | Alpha Ethniki  | 15    | 1      |
| 2015/16 | Panathinaikos AO | Grecja  | Alpha Ethniki  | 16    | 1      |

## Kariera reprezentacyjna
W reprezentacji Grecji Tawlaridis zadebiutował 19 czerwca 2005 roku w przegranym 0:1 towarzyskim spotkaniu z Japonią. Trzy dni później zagrał w kolejnym sparingu, tym razem z Meksykiem (0:0).